# Valerij Zacharevič
Valerij Vladimirovič Zacharevič (in russo Валерий Владимирович Захаревич?; 14 settembre 1967) è un ex schermidore russo, vincitore di una medaglia di bronzo ai giochi olimpici estivi di Barcellona nel 1992 e una medaglia d'argento nei giochi olimpici di Sidney nel 1996. Entrambe le medaglie sono arrivate nella competizione a squadre.